# Ilona Wiedem
Ilona Wiedem (* Ende Mai 1940) ist eine deutsche Schauspielerin.

## Leben
Ihre Ausbildung absolvierte sie am Schauspielhaus Frankfurt am Main und gehörte dem Opernballett Frankfurt am Main an. Es folgte ein zweijähriges Engagement in Heidelberg, wo sie u. a. Die Königin im Hamlet, Mrs Peachum in der Dreigroschenoper, Madame Wupptich in Heinrich IV. oder Titania im Sommernachtstraum spielte. In Krefeld gab sie die „Öffentliche Meinung“ in Orpheus in der Unterwelt.
In Film und Fernsehen kennt man Wiedem eher durch Nebenrollen, etwa in Jedem das seine, Eine Frau für gewisse Stunden oder 1993 in der Fernsehserie Freunde fürs Leben. In Düsseldorf gehörte sie zum Ensemble der Kammerspiele, ebenso zur Komödie, sowie Jahre zuvor auch zu den Wühlmäusen mit Dieter Hallervorden.
Die gebürtige Frankfurterin wurde Kindern vorrangig durch ihre Stimme in verschiedenen Hörspielen bekannt, etwa in kommerziellen Serien wie Benjamin Blümchen oder in Einzelparts wie den der Alice im Wunderland im gleichnamigen Hörspiel oder als Josefine in Leuchtturm Josefine und Seemaus Josefine.

## Werk

### Hörspiele
- 1968: Michael Brett: Der Fall Lancester – Regie: Günther Sauer (Kriminalhörspiel – SDR)
- Benjamin Blümchen zieht aus (40) als Frau Meier
- Wir Kinder aus Bullerbü als Mutter
- Alice im Wunderland (Fontana) als Alice
- Die Borgmännchen: Neues von den Borgmännchen als Ariettchen
- Leuchtturm Josefine/Seemaus Josefine (Philips) als Josefine
- Robbi, Tobbi und das Fliewatüüt (3) als Polly, die Maus
- Sigismund Rüstig (Fontana) als Juno
- SOS - Gefahr an Bord (maritim) als Doris
- Till Eulenspiegel (maritim)
- Reise um die Erde in 80 Tagen als Auda, junge indische Witwe
- Pech mit Porzellan (WDR-Hörspiel, 1982)

### Film und Fernsehen
- 1957: Für zwei Groschen Zärtlichkeit
- 1958: Eine Geschichte aus Soho – Der Dank der Unterwelt
- 1977: Jedem das Seine
- 1980: Scheidung auf französisch
- 1985: Eine Frau für gewisse Stunden
- 1991: Die schönste Liebesgeschichte des Jahrhunderts
- 1993: Freunde fürs Leben (Fernsehserie)
- 1997: Singles (Mehrteiler)